# Paul Bardon
 (mars 2024).
Pour les articles homonymes, voir Bardon.
Pierre, Paul Bardon est un homme politique français né le 24 décembre 1823 à Saint-Yrieix (Haute-Vienne) et mort le 31 mai 1908 à Nancy.

## Biographie
Fils de Jean-Baptiste Bardon, négociant et Marie Sophie Crozat, Paul Bardon se marie en 1852 avec la fille d'un propriétaire d'une fabrique d'allumette à Rémelfing près de Sarreguemines. Il est nommé maire de la ville en 1857 sans avoir été élu municipal jusqu'en 1869. Il fonde une loge maçonnique à Sarreguemines en 1866 nommée Les vrais amis et devient le vénérable. Il participe au congrès des loges de l'Est en août 1869 à Metz.
En 1871, il se retrouve sur deux listes en Moselle : « candidats républicains » présenté par le Comité démocratique de Metz, proche de Léon Gambetta, et sur celle du « Comité démocratique radical de Metz », conduite par Vacca, président du Cercle messin de la Ligue de l'enseignement et dirigeant de la loge maçonnique de Metz. Il est élu en avant-dernière place le 8 février 1871, il démissionne avec les autres députés protestataires de ses fonctions le 1er mars 1871. Il quitte alors la vie politique et s'installe à Nancy et se sépare de ses installations de Rémefling vers 1890.